# Ipojucan Lins de Araújo
Ipojucan (Maceió, Brasil, 3 de junio de 1926-São Paulo, Brasil, 19 de junio de 1978) fue un futbolista de Brasil que jugó en la posición de centrocampista.

## Carrera

### Club
| Periodo   | Club             |
| --------- | ---------------- |
| 1946–1954 | CR Vasco da Gama |
| 1955–1958 | Portuguesa       |

### Selección nacional
Jugó para Brasil en nueve ocasiones de 1952 a 1955 y anotó un gol; y fue finalista de la Copa América 1953.

## Logros

### Club
- Torneio Municipal de Futebol do Rio de Janeiro: 1946
- Campeonato Carioca: 1949, 1950, 1952
- Copa Internacional Rivadávia: 1953
- Torneio Quadrangular Internacional do Rio de Janeiro: 1953
- Torneio Internacional do Chile: 1953
- Troféu Cinquentenário do Racing: 1953
- Torneio Rio-São Paulo: 1955
- Taça dos Invictos: 1955

### Selección nacional
- Juegos Panamericanos: 1952
- Copa Oswaldo Cruz: 1955
- Copa Bernardo O'Higgins: 1955
- Campeonato Brasileiro de Seleções Estaduais: 1950

### Individual
- 16° goleador histórico del Vasco da Gama con 102 goles.
- 3° centrocampista del Vasco da Gama con más goles en la historia del club (1° Maneca 142 goles e 2° Bismarck 110 goles).